# Хуан Фојт
Хуан Маркос Фојт (шп. Juan Marcos Foyth; Ла Плата, 12. јануар 1998) је аргентински фудбалер који тренутно наступа за Виљареал. Игра на позицији десног бека.

## Успеси
Тотенхем хотспер
- Лига шампиона: (финале: 2018/19)[5]

 Виљареал
- Лига Европе (1) : 2020/21.[6]
- Суперкуп Европе: (финале: 2021)[7]

 Аргентина
- Светско првенство (1) :  2022.[8]
- Куп шампиона КОНМЕБОЛ—УЕФА (1) :  2022.[9]
- Копа Америка:  2019.[10]